# Трухільйо-Альто
Трухільйо-Альто (ісп. Trujillo Alto, МФА: [tɾuˈxiʎo ˈalto]) — муніципалітет Пуерто-Рико, острівної території у складі США. Заснований 8 січня 1801 року.

## Географія
Площа суходолу муніципалітету складає 54 км² (72-е місце за цим показником серед 78 муніципалітетів Пуерто-Рико).

## Демографія
Станом на 2010 рік на території муніципалітету мешкало 74 842 ос.
Динаміка чисельності населення:

## Населені пункти
Основним населеним пунктом муніципалітету Трухільйо-Альто є однойменне місто:
| Населений пункт | Статус | Населення :   | Населення :   | Населення :   |
| Населений пункт | Статус | на 01.04.1990 | на 01.04.2000 | на 01.04.2010 |
| --------------- | ------ | ------------- | ------------- | ------------- |
| Трухільйо-Альто | Місто  | 44 336        | 50 841        | 48 437        |